# Sphaerodactylus oxyrhinus
Sphaerodactylus oxyrhinus este o specie de șopârle din genul Sphaerodactylus, familia Gekkonidae, descrisă de Gosse 1850.

## Subspecii
Această specie cuprinde următoarele subspecii:
- S. o. dacnicolor
- S. o. oxyrhinus

## Galerie

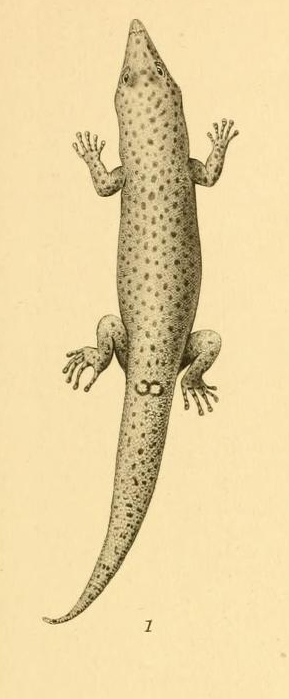
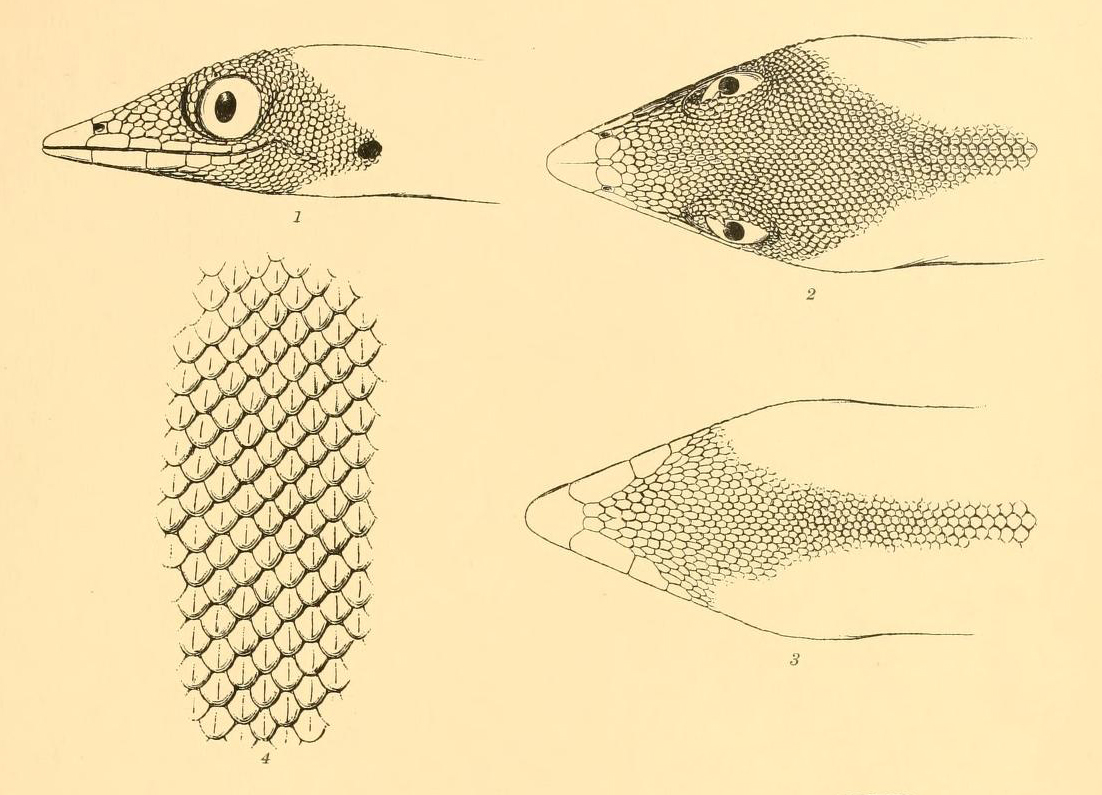